# رهوة العسيمي

تعديل مصدري - تعديل

رهوة العسيمي هي إحدى قرى عزلة القارة بمديرية رصد التابعة لمحافظة أبين، بلغ تعداد سكانها 36 نسمة حسب تعداد اليمن لعام 2004.